# Loi sur les langues autochtones
La Loi sur les langues autochtones est une loi fédérale canadienne adoptée en 2019 qui accorde une protection aux langues autochtones du Canada, dont la plupart sont en danger d'extinction. Elle est le fruit d'un travail conjoint du ministère du Patrimoine canadien, de l'Assemblée des Premières Nations, de l'Inuit Tapiriit Kanatami et de la Nation métisse. Les Inuits, estimant toutefois que leurs propositions n'avaient pas été entendues, ont critiqué la loi.

## Motifs qui ont conduit le gouvernement à légiférer

### Extinction des langues autochtones
Selon l’Organisation des Nations unies pour l'éducation, la science et la culture (Unesco), les trois quarts des 90 langues autochtones parlées au Canada sont menacées d'extinction,. En 2016, plus de quarante langues autochtones dans le pays (soit près de la moitié des langues) ne sont plus parlées que par, au maximum, 500 locuteurs. La grande majorité des Autochtones parlent l'anglais ou le français : en 2006, seuls 18,2 % des Autochtones du Canada, soit 213 490 locuteurs, maîtrisent une langue autochtone comme langue maternelle. 
Dans son préambule, la loi explique cette situation par les politiques coloniales qui ont imposé aux Autochtones l'abandon de leur langue maternelle. La loi sur les Indiens, qui avait pour but d'assimiler culturellement les Autochtones, allait dans ce sens. Depuis le XIXe siècle jusqu'aux années 1990, des dizaines de milliers d'Autochtones ont été enlevés à leurs familles et éduqués dans des « pensionnats autochtones » (ou pensionnats indiens) où ils n'avaient pas le droit de communiquer dans leur langue maternelle.

### Désir de réconciliation de la part du gouvernement
La Commission de vérité et réconciliation du Canada, réunie entre 2007 et 2015, s'est engagée à « établir de nouvelles relations reposant sur la reconnaissance et le respect mutuels » ; dans cette perspective ont été sollicités des témoignages d'Autochtones relatifs aux mauvais traitements qu'ils ont subis dans les pensionnats. Le rapport de la Commission établit la nécessité d'une reconnaissance des droits linguistiques autochtones, et d'une loi visant à protéger ces langues.
Exprimant une reconnaissance officielle des discriminations linguistiques dont les Autochtones ont été victimes, « la loi a un caractère réparateur ».

### Déclaration des Nations Unies sur les droits des peuples autochtones
La Déclaration des droits des peuples autochtones de l'Organisation des Nations unies (ONU) est adoptée en Assemblée générale le 13 septembre 2007 ; elle traduit la reconnaissance internationale des droits des peuples autochtones, parmi lesquels des droits culturels et linguistiques. Elle sert de guide aux États ; le Canada a exprimé son appui à cette déclaration en mai 2016.

## Principes énoncés dans la loi
La loi précise le principe selon lequel « les droits ancestraux, protégés par la Constitution, comportent des droits relatifs aux langues autochtones ». Jusqu'alors, ces droits étaient généralement associés à des activités économiques, par exemple, au droit de pêche dans tel territoire ancestral.
Le loi donne aux institutions fédérales un instrument juridique qui leur permet d'assurer aux Autochtones une plus grande sécurité linguistique, dans les domaines de l'enseignement, de l'accès à des services d'interprétation, de l'accès aux tribunaux. La présence des langues autochtones dans les médias doit être encouragée.

## Mise en application
Au-delà des principes, un Bureau du commissaire aux langues autochtones est créé pour veiller en pratique à la promotion effective et à la revitalisation des langues autochtones, à la sensibilisation de l'opinion publique et à l'examen des plaintes. 
Le budget de 2019 prévoit de réserver 333,7 millions de dollars sur cinq ans, puis 115,7 millions annuels par la suite pour la préservation des langues autochtones.

## Critique de la loi
La loi n'accorde pas aux langues autochtones le statut privilégié qui est celui des langues officielles du Canada. 
« Même si les politiques officielles visant à éliminer les langues autochtones sont chose du passé, […] » expliquent des spécialistes à Radio-Canada : 

« cela ne signifie pas pour autant que les rapports de pouvoir sont inexistants. Les formes de discours politiques en faveur de la domination du français et de l'anglais ont largement contribué (et contribuent toujours) à la marginalisation des langues autochtones de l’espace public. »

La plus vive opposition est venue des Inuits, qui estiment que la loi a un caractère trop faiblement contraignant, que c'est une « promesse creuse » ; le gouvernement n'est pas astreint à financer la préservation des langues autochtones, le Commissaire n'est pas doté d'instruments d'action suffisamment décisifs. Les Inuits affirment n'avoir pas été entendus au cours de la concertation ; la loi ne satisfait pas leur demande d'« une autodétermination dans l’acquisition, l’implantation et l’utilisation des ressources financières reçues du gouvernement fédéral ».

## Cadre législatif antérieur
Dans la Loi constitutionnelle canadienne de 1982, seul l'article 35 mentionnait les Autochtones : « Les droits existants ancestraux ou issus de traités internationaux des peuples autochtones du Canada sont reconnus et confirmés ». Il n'y était pas question des langues autochtones.
L'article 27 préparait le terrain selon certains spécialistes pour la loi de 2019, même s'il évoquait les Canadiens dans leur ensemble et non les Autochtones spécifiquement : « Toute interprétation de la présente charte, selon cet article 27, doit concorder avec l'objectif de promouvoir le maintien et la valorisation du patrimoine multiculturel des Canadiens ». 
La Loi sur les langues officielles de 1988 n'évoquait que l'anglais et le français.
La Loi sur les Cris et Naskapis du Québec (1984) dans ses articles 31, 32 et 80 donne aux populations cries et naskapies (appelées « bandes ») « le droit d'utiliser leur langue respective dans les assemblées du conseil, de celles du conseil de bande, ainsi que dans les résolutions écrites »,.

### Texte de la loi
- Ministère de la Justice, « Loi sur les langues autochtones (L.C. 2019, ch. 23) », sur laws-lois.justice.gc.ca, 1er octobre 2020 (consulté le 28 août 2021)

### Analyses
- Véronique Otis, « La revitalisation des langues autochtones au Canada : un survol de la Loi sur les langues autochtones », Revue de droit linguistique, vol. 4,‎ 2017-2020, p. 153 (lire en ligne, consulté le 28 août 2021).
- « Le Canada adopte une protection légale des langues autochtones », sur revuelespritlibre.org, L'Esprit libre (consulté le 28 août 2021).
- François Trudel, Les politiques des gouvernements du Canada et du Québec en matière de langues autochtones dans Les langues autochtones du Québec, Québec, Conseil de la langue française, textes publiés sous la direction de Jacques Maurais, 1992, p. 151-182.